# Elise Vanderelst
Elise Vanderelst (Mons, 27 de enero de 1998) es una deportista belga que compite en atletismo, especialista en las carreras de mediofondo. Ganó una medalla de oro en el Campeonato Europeo de Atletismo en Pista Cubierta de 2021, en la prueba de 1500 m.

## Palmarés internacional
| Campeonato Europeo en Pista Cubierta | Campeonato Europeo en Pista Cubierta | Campeonato Europeo en Pista Cubierta | Campeonato Europeo en Pista Cubierta |
| Año                                  | Lugar                                | Medalla                              | Prueba                               |
| ------------------------------------ | ------------------------------------ | ------------------------------------ | ------------------------------------ |
| 2021                                 | Toruń (Polonia)                      | Medalla de oro                       | 1500 m                               |